# Space Systems Loral
SSL, раніше називалася Space Systems/Loral, LLC (SS/L), розміщена в Пало-Альто, штат Каліфорнія, компанія США, є стопроцентною виробничою дочірньою компанією від MacDonald Dettwiler and Associates (MDA).
SSL проектує та будує супутники і космічні системи для широкого кола державних та комерційних замовників. Її продукція включає в себе потужні супутники безпосереднього (direct-to-home) мовлення, комерційні метеорологічні супутники, цифрові аудіо радіо супутники, супутники спостереження за Землею та супутники з гостронаправленими антенами для мереж передачі даних.

## Історія
Компанія була заснована компанією Philco (з 1966 року Philco-Ford) як Західна лабораторія розвитку. В 1990 році її придбала компанія Loral Corp. у Ford Motor Company як Відділ космічних систем за $715 млн та перейменована в Space Systems/Loral.
В 2012 р. Space Systems/Loral придбала Канадська аерокосмічна компанія MacDonald Dettwiler (MDA) за $875 мільйонів.
Головними конкурентами SSL є Центр розробки супутників Boeing, Lockheed Martin, Thales Alenia Space, Airbus Defence and Space та АТ Інформаційні супутникові системи.
В травні 2019 року SSL ввійшла в список компаній, відібраних НАСА для розробки та виробництва прототипів космічних апаратів для висадки на Місяць в рамках нової американської місячної програми «Артеміда».